# Mefisto (personaje)
Mefisto es un personaje que aparece en los cómics estadounidenses publicados por Marvel Comics. Apareció por primera vez en The Silver Surfer #3 (diciembre de 1968) y fue presentado en el universo Marvel por Stan Lee y John Buscema basado en Mephistopheles, un personaje demoníaco de la leyenda de Fausto, que a menudo se hacía pasar por Mephisto como un apodo. Presentado como un adversario recurrente de Silver Surfer y Johnny Blaze, la segunda encarnación del Ghost Rider, Mephisto también ha perdurado como uno de los adversarios más prominentes de Spider-Man, siendo responsables de las respectivas transformaciones de Norman y Harry Osborn en el Duende Verde y Kindred; y por la pérdida del matrimonio del superhéroe con Mary Jane Watson, considerando a su futura hija Spider-Girl su archienemiga. Mephisto a menudo ha entrado en conflicto con Doctor Strange, Doctor Doom, Bruja Escarlata y otros héroes del Universo Marvel, siendo responsable tanto de la creación del Ghost Rider Cósmico y los descensos de Phil Coulson y Otto Octavius a la villanía.
Debutando en la Edad de plata de las historietas, el personaje apareció en más de cuatro décadas de la continuidad de Marvel. El personaje también ha aparecido en mercadería asociada de Marvel, incluyendo series de televisión animadas, largometrajes, juguetes, tarjetas de intercambio y videojuegos.
El personaje fue interpretado por Peter Fonda en la película de 2007 Ghost Rider, y su nuevo cuerpo anfitrión interpretado por Ciarán Hinds en la secuela de 2012 Ghost Rider: Espíritu de Venganza. En el Universo cinematográfico de Marvel, el personaje es interpretado por Sacha Baron Cohen en la miniserie de Disney+ Ironheart (2025).

## Historial de publicaciones
Inspirado por el Mephisto de la leyenda de Fausto, fue introducido en los cómics de Marvel por el escritor Stan Lee y el dibujante John Buscema, Mephisto debutó en The Silver Surfer # 3 (fecha de portada de diciembre de 1968), y se estableció como enemigo perenne del héroe cósmico, que también aparece en Silver Surfer # 8-9 (septiembre-octubre de 1969) y # 16-17 (mayo-junio de 1970). El autor Mike Conroy ha descrito a Mephisto como "el tentador" quien podría ofrecer al mundo de Silver Surfer atormentado por el alma, incluso colgando al amante de larga distancia fuera de límites del Surfer frente a él. Como siempre fue el caso de los héroes de Lee, la bondad y la nobleza de Surfer ganaron, pero Mephisto solo se vio obstaculizado, no derrotado, y el patrón quedó establecido.
Mephisto se convirtió en un enemigo del dios superhéroe Thor, en Thor # 180-181 (septiembre-octubre de 1970), Astonishing Tales # 8 (octubre de 1971) y Thor # 204-205 (octubre a noviembre de 1972) ) Luego se reveló que era el ser a quien Johnny Blaze había vendido su alma y había sido condenado a convertirse en el Ghost Rider, en una continuidad retroactiva que lo colocó en el papel originalmente jugado por Satanás. Esto fue retconned posterior a Satanás, aunque la influencia de Mephisto todavía se siente en los años 90 por Danny Ketch/Ghost Rider.
Otras apariciones incluyeron hacerse pasar por Satanás en Marvel Spotlight # 5 (agosto de 1972); atormentando al equipo titular de superhéroes en Fantastic Four # 155-157 (febrero-abril de 1975) y Thor # 310 (agosto de 1981) y # 325 (noviembre de 1982). Mephisto también fue invitado en dos series limitadas: Vision and the Scarlet Witch vol. 2, # 1-12 (octubre de 1985 - septiembre de 1986) y Secret Wars II # 1 9 (julio de 1985 - marzo de 1986), antes de protagonizar la serie autotitulada limitada Mephisto vs. # 1-4 (abril-julio) 1987), luchando contra varios de los súper equipos de Marvel. La serie fue escrita por el cocreador Buscema.
En Daredevil # 266 (mayo de 1989), el dibujante John Romita, Jr. rediseñó el personaje, volviéndolo a imaginar como una criatura hinchada, desnuda con patas cortas, vagamente parecidas a ranas y una cabeza demoníaca. Romita explicó: "No podía ver al diablo con medias y una capa". Las representaciones posteriores han variado entre el aspecto original de Mephisto y el rediseño de Romita.
Mephisto continuó atormentando a la Bruja Escarlata en Avengers West Coast # 51-52 (noviembre-diciembre de 1989); creó un nuevo adversario para los héroes de Marvel en Daredevil # 270 (septiembre de 1989); y apareció en la novela gráfica Triumph and Torment: Dr. Strange y Dr. Doom (1989). Además, fue destacado en la historia de One More Day en The Amazing Spider-Man # 544; Friendly Neighborhood Spider-Man # 24; Sensacional Spider-Man (volumen 2) # 41 y Amazing Spider-Man # 545 (octubre de 2007 - enero de 2008).
En 2009, Mephisto fue clasificado # 48 en la lista de IGN de los villanos de cómics más grandes de todos los tiempos. Pertenece al grupo de los villanos más malvados de Marvel.

## Biografía del personaje ficticio

### Introducción (décadas de 1960 a 1970)
Mephisto es un villano pertenece en el Universo Marvel, y es responsable de una serie de actos malvados, que incluyen capturar y mantener el alma de Cynthia Von Doom, la madre del Doctor Doom, hasta que Doctor Strange y Doom la liberan para ascender al cielo. Estaba celoso de la adoración del demonio de fuego Zarathos, así que, haciéndose pasar por Satanás, Mephisto crea al Ghost Rider uniendo a Zarathos con Johnny Blaze. En una historia donde luchó contra Thor, se demostró que tenía varios villanos históricos en su reino, como Adolf Hitler, Barbanegra y Atila el Huno.
Mephisto afirma haber sido creado, junto con muchos otros demonios, por el ser supremo cuyo suicidio resultó en la creación del Universo Marvel, así como de las Gemas del Infinito. También afirmó que su naturaleza malvada total se debe a que el ser supremo no eligió hacerlo bueno, ya que ese ser no tenía ningún concepto de ello.

### Secret Wars II, década de 1980 y Guantelete del Infinito
Durante la historia de Secret Wars II, Mephisto busca robar los poderes de Beyonder o destruirlo para ganar el favor de la Muerte. Mephisto envía un ejército de supervillanos llamado la Legión Maldita para atacar al Beyonder, quien es salvado por la Mole. Después de que la Legión Maldita fuera derrotada, Mephisto devolvió a sus miembros a donde estaban antes de formar la Legión Maldita.
Mephisto más tarde crea su 'hijo' Blackheart, una entidad demoníaca que afecta a muchos de los héroes de la Tierra.
Mephisto luego manipula al hechicero Maestro Pandemonio para reunir los cinco fragmentos dispersos de su alma que se perdieron en un encuentro nefasto con el antes mencionado Franklin. Cuando la Bruja Escarlata intenta usar la magia para concebir hijos con su esposo, el androide Visión, sin saberlo invoca a dos de los fragmentos de alma de Pandemonium, que nacen como sus gemelos bebés. La revelación del origen de sus hijos, seguida de su pérdida cuando se reabsorbe en él, vuelve loca a la Bruja Escarlata.
Mephisto también trata de destruir al vengador Hawkeye cuando ingresa al Infierno para tratar de salvar el alma de su difunta esposa, Mockingbird.
Mephisto actuó como sirviente del loco Titán Thanos durante la Guerra de las Gemas, buscando alcanzar ese poder para sí mismo. También es responsable de capturar las almas de los héroes como Sr. Fantástico (cuya inteligencia también fue robada por Mephisto), Mujer Invisible y Franklin Richards debido a una invocación fallida de un exorcista.

### 2000

#### One More Day
En la serie One More Day, Mephisto también cura a May Parker a cambio de cambiar los cronogramas personales de Peter Parker (Spider-Man) y Mary Jane Watson para que nunca se hayan casado, afirmando que lo hizo sólo porque odiaba su felicidad (y añadiendo también que no tiene ningún interés en tomar el alma de Spider-Man porque tal trato resultaría en que atormente a un alma que está dispuesta a aceptar el castigo porque su sacrificio salvó a otra, una justicia lo que le repugna). También, a petición de Mary Jane, borra todo conocimiento de la identidad secreta de Peter, y ambos se enteran sólo en el momento en que se borran sus recuerdos de que su futura hija también será borrada. Durante el proceso, Harry Osborn también vuelve a la vida;la alteración de la línea de tiempo  retoma los detalles de la muerte de Harry siendo falsificada por su padre.
En 2021, se reveló que Mephisto tenía interés en destruir la vida personal de Peter porque había previsto un futuro en el que atacaría la Tierra: al principio, la visión se presenta de tal manera que Mephisto y sus demonios han logrado tomar el control, sólo para ser derrocado por Peter. Sin embargo, el Doctor Strange dedujo que el demonio estaba mintiendo al notar que Mephisto siempre hacía más que solo lastimar a Peter. En verdad, la visión del demonio era que la futura hija de Peter y Mary Jane, May Day Parker, sería quien terminaría su reinado. Al atacar su relación, Mephisto esperaba evitar la destrucción de su futuro imperio.

### Década de 2010

#### "Siege"
Durante la historia de Siege, Mephisto había intercambiado parte de su reino con la diosa de la muerte Asgardiana Hela durante 1.001 años a cambio del control durante 101 días de los 13 supervivientes Dísir, peligrosos predecesores del mal a las Valquirias que fueron creadas por el padre de Odín, Bor. Esto causa problemas a los súbditos que anteriormente vivían en este territorio y forman parte de Siege, Aftermath muestra la "última resistencia de la diáspora pérfida" en lo que parece haber sido una revuelta. La revuelta es sofocada rápidamente por el Dísir bajo el mando de Mephisto. El líder de Dísir, Brün, intenta negociar con Mephisto porque desea invadir a Hel de Hela y deleitarse con las almas de los muertos Asgardianos. Mephisto le dice que no tiene interés en Hel pero no se opone a su invasión. Thor, tratando de defender a Hel y sus muertos, entra en el dominio de Mephisto para encontrar el Eir-grama, una espada mágica que puede cortar el insustancial Dísir. Mephisto ofrece darle el Eir-Gram y un "feliz para siempre" para Asgard si acepta no interferir con uno de los planes de Mephisto, que en ese momento no se llama así. Thor permanece en silencio todo el tiempo. Mephisto le otorga la entrada al Infierno, pero Thor debe sobrevivir a muchas dificultades antes de encontrar la espada.

#### "Fear Itself"
Durante la historia de Fear Itself, Mephisto aparece antes de un Johnny Blaze sin energía durante el ataque de Sin en la forma de Skadi y afirma que ha condenado a la raza humana. Mephisto luego declara que ayudará a Johnny a salvar a la raza humana de la Serpiente y el Digno. Mephisto tiene una cita con el miembro de Nuevos Mutantes Magma; aparentemente confiando en ella, explica que, si bien es la encarnación de una de las grandes fuerzas del universo, la fuerza que lo creó también le dio deseos y emociones, y de vez en cuando quiere hacer cosas humanas. Más tarde, Magma confió a Blink que ella había visto a Mephisto nuevamente, pero desea mantenerlo en secreto. Después de hablar con los Dioses en la Embajada Infinita, Mephisto se dirigió a la Defensa del Diablo para hablar con los otros demonios sobre la amenaza de la Serpiente en la Tierra.
Mephisto aparece brevemente para ayudar a Deadpool a destruir a uno de sus tenientes demoníacos, antes de tomar parte en la Guerra del Infierno en la Tierra, donde es derrotado y reemplazado por el miembro del Factor X Strong Guy como gobernante del Infierno.

#### Era restante
Cuando los Thunderbolts fueron accidentalmente transportados al Infierno, Mephisto aprovechó la oportunidad para darles una salida si derrotaban a Strong Guy. Red Hulk convenció a Strong Guy para que abandonara la posición de Hell-lord e intentara recuperar su alma perdida, permitiendo que Mephisto recuperara el trono y dejara que los Thunderbolts regresaran a la Tierra.

### Nuevo multiverso
Se revela que Mephisto asumió la forma de Creador para tratar de evitar que Víctor redimiera su alma.

#### "Damnation"
Durante la historia de "Damnation", Mephisto descubre que el Doctor Strange ha restaurado las vidas de los ciudadanos de Las Vegas que fueron asesinados durante el bombardeo de Hydra durante la historia del "Imperio Secreto". Organiza eventos que hacen que sus demonios traigan al Doctor Extraño a su recientemente creado Hotel Inferno. Mephisto afirma que los restos de Las Vegas estaban en su reino antes de que se restauró. Hotel Inferno comienza a tener un efecto en la gente de Las Vegas. Además, también tuvo un efecto en las formas de Pantera Negra, Capitán Marvel, Falcon, Hawkeye y Thor de Jane Foster, donde todas se convirtieron en criaturas parecidas a Ghost Rider.Cuando Hotel Inferno comienza a afectar a la gente de Las Vegas, el Doctor Strange luchó contra Mephisto en un juego de blackjack. El acuerdo es que Mephisto tuvo que devolver las almas a Las Vegas si el Doctor Strange ganaba y que el alma del Doctor Strange sería reclamada si Mephisto ganaba. Aunque el Doctor Strange ganó haciendo trampas, Mephisto descubrió y torturó al Doctor Strange. Entonces Mephisto convierte al Doctor Strange en una criatura similar a Ghost Rider.Después de que Mephisto le quita el Ghost Rider a Johnny Blaze, lo arroja desde el techo.Mephisto apareció en el campo de batalla y se regodeó con ellos, enviando a Johnny Blaze a atacarlo. En ese momento, los Vengadores poseídos atacan a Mephisto, cuando Wong reveló que dejar vacante su trono por parte de Mephisto ha permitido que Ghost Rider se convierta en el nuevo gobernante del reino de Mephisto. Después de que el Doctor Strange regresó del Reino Intermedio, ayudó a los Hijos de la Medianoche y los Vengadores a evitar que Mephisto regresara a su reino para reclamar su trono. Aunque Doctor Strange lo derrotó, Mephisto huyó de regreso a su reino donde fue derrotado por Johnny Blaze y los diferentes Ghost Riders de todo el Multiverso. Después de que Johnny Blaze envió a Mephisto de regreso a la Tierra, lo mantuvieron en la cima del Hotel Inferno con innumerables restricciones mientras el Hotel Inferno permanecía en la Tierra. Cuando Doctor Strange, los Vengadores y los Midnight Sons se marcharon y Las Vegas volvió a la normalidad, Wong se quedó para vigilar el casino del Hotel Inferno.
En un futuro alternativo donde Thanos conquistó el universo, Frank Castle firma un acuerdo demoníaco con Mephisto para convertirse en Ghost Rider,llegando a ser conocido como Ghost Rider Cósmico después de que Galactus le otorgara el Poder Cósmico, antes de venir a servir a Thanos después. Pasar incontables años en una Tierra sin vida después del eventual silencio de Mephisto y volverse loco.Después de que Thanos hace que Ghost Rider Cósmico arrastre su yo pasado al futuro para matarlo, el Thanos del pasado, al regresar al presente, golpea a Mephisto y le dice que se mantenga alejado de Castle, confundiendo a Mephisto y, como tal, trayendo a Castle. a su atención; Posteriormente, Mephisto es golpeado por Gwen Poole y Chica Ardilla.
Más tarde, el Doctor Strange habló con Mephisto sobre cómo quitarle la posesión del Uno debajo de todo a Hulk después de la breve reunión de Los Defensores. Mephisto afirma que el Uno debajo de todo es mucho más fuerte que él.Miles Morales más tarde hace un trato con Mephisto para revertir el tiempo y resucitar a Viv Visión y Kamala Khan, sin saberlo, a costa de la muerte de una mujer que Miles había salvado anteriormente.

#### "Guerra de los Reinos"
Un flashback reveló que Mephisto entró en contacto con Power Elite en algún momento y los ayudó creando simulacros que Power Elite programó para convertirse en el Escuadrón Supremo de América. Este grupo es utilizado por Phil Coulson, de alguna manera revivido, para convertirse en el equipo de superhéroes autorizado de los Estados Unidos.

#### Las secuelas deSpider-Geddon
Cuando Spider-Man de Tierra-44145 amenaza la vida de James Martin, Superior Spider-Man (la mente del Doctor Octopus en el Proto-Clone) usa un movimiento de señal que aprendió del Doctor Strange para llamar a Mephisto, quien afirma que Spider-Man -Man de Tierra-44145 está fuera de su jurisdicción. Superior Spider-Man le pide a Mephisto que lo devuelva al hombre que alguna vez fue por un día para que pueda luchar contra Spider-Man de la Tierra-44145. Si bien Mephisto afirma que tiene o no tiene su alma, sí tiene una contraoferta que restaurará su cuerpo sin enfermedades (físicas y mentales) ni la mancha de Peter Parker. Mientras Superior Spider-Man le dice a Anna Maria Marconi que no hay otra opción, espera que Mephisto cumpla su parte del trato.

### Década de 2020

#### "Heroes Reborn"
Después de ser asesinado por Deadpool e ir al infierno después de su muerte por crímenes de guerra no especificados, Phil Coulson hace un trato con Mephisto para que le devuelva la vida a cambio de su lealtad, con Mephisto creando simulacros del Escuadrón Supremo de América para que él los controle como un equipo de superhéroes patrocinado por Estados Unidos. Más tarde, Coulson habla con Mephisto mientras habla de sus propios planes para destruir a los Vengadores.Después de adquirir el Cubo Pandemonium, Coulson lo usa para reescribir la realidad en nombre de Mephisto, borrando a los Vengadores de la existencia y convirtiéndose en el Presidente de los Estados Unidos.Después de que se descubre su papel en el cambio de realidad y es derrotado por su antiguo ídolo Capitán América, Coulson es encarcelado en el Pandemonium Cube por Mephisto como castigo y llevado ante una colección de contrapartes de Mephisto de otros 615 universos, con quienes Mephisto propone formar un "Consejo Rojo" para la conquista multiversal.

#### "Guerra Siniestra"
Más tarde, Doctor Strange visitó a Mephisto en el Hotel Inferno y le preguntó qué le pasaba al alma de Peter Parker y cómo Harry Osborn aparentemente revivió como Kindred.Fue durante este enfrentamiento que Mephisto confiesa sus verdaderas motivaciones para borrar el matrimonio de los Parker, ya que en algún momento no revelado en el futuro finalmente él toma el control de la Tierra, solo para que su reinado termine por Spider-Man o su hija. Llegar a un acuerdo con Peter para afectar su alma y borrar tanto su matrimonio con Mary Jane como su hija fue la forma en que Mephisto se aseguró de que ese futuro nunca sucediera en ninguno de los dos escenarios. Mephisto también se revela como el responsable del tormento y la creación de los Gemelos Kindred (las almas de Sarah y Gabriel, clones previamente creados por un Harry temporalmente loco cuando estaba vivo y una I.A. póstuma de él para hacerse pasar por los hijos de su padre y Gwen Stacy, fusionados con la I.A. en formas físicas demoníacas) como parte de su largo juego emprendido contra Peter Parker y la familia Osborn, así como para las transformaciones iniciales de Norman Osborn en el Duende Verde, habiendo hecho hace mucho tiempo un trato con él en cambio por el alma de Harry. Doctor Strange luego llega a un acuerdo con Mephisto para que el alma de Harry regrese al cuerpo de su clon mientras el clon está muriendo, junto con los Gemelos Kindred.

#### Usando los Maestros Multiversales del Mal
En el momento en que una versión del Doctor Doom llamada Doom Supremo vio a los Vengadores prehistóricos enviar a Kid Thanos de regreso a su propio tiempo, Mephisto se acercó a Doom Supreme y le sugirió que formara un equipo que derrotaría a cualquier equipo de Vengadores. Doom Supremo aceptó la oferta de Mephisto y formó una versión Multiversal de Masters of Evil que consiste en una versión de Kid Thanos, una versión de Dark Phoenix y su mascota Berserkers, una versión de Erik Killmonger llamado Rey Killmonger, una versión del Duende Verde con Fantasma. Poderes parecidos a los de un jinete llamados Ghost Goblin y Black Skull. Debido a su acuerdo con el Consejo de los Rojos, tuvieron que dejar la Tierra-616 para el final. Después de cada uno de los ataques de los Multiversal Maestros del Mal, Doom Supremo y Kid Thanos se encuentran con el Inquisidor de Hierro y Mephisto en forma de perro mientras se acerca al cadáver del Orbe. Bajo las órdenes de Mephisto, Doom Supremo quita el fragmento del ojo de Uatu y se lo coloca en el suyo. Mientras Doom Supreme y Kid Thanos ingresan a un portal para reunirse con sus compañeros de equipo y regresar al trabajo, Mephisto y el Inquisidor de Hierro hablan sobre qué hacer con los Maestros del Mal Multiversales mientras la forma de perro de Mephisto come los fragmentos del ojo de Uatu. Luego arroja el cadáver del Orbe al océano.
Más tarde, la Sociedad Serpiente realizó un ritual para convocar a la "serpiente" que adoraban quitando algunas vidas a las personas en la antigua sede de Serpent Solutions. Cuando los Vengadores llegan y descubren que Nighthawk los derrotó, el portal que se formó durante el ritual convoca la forma de perro de Mephisto, ya que Nighthawk mencionó que la serpiente era una de las formas de Mephisto. Antes de asumir su verdadera forma y retirarse, Mephisto da a conocer el Consejo de los Rojos a los Vengadores.
En un pasado lejano, Mephisto se encuentra con Avenger Prime, quien afirma que vino a ver perder a Mephisto. Observan cómo llegan los Vengadores y se enfrentan a los Vengadores prehistóricos. Mientras ambos Vengadores pelean, Avenger Prime pasa a la ofensiva contra Mephisto mientras Mephisto convoca al Consejo de los Rojos para ayudar a someterlo. El Consejo de los Rojos comienza su ataque a la Torre de los Vengadores en God Quarry mientras el Hell Charger del Ghost Rider choca contra algunos de ellos.Después de que el Consejo de los Rojos haya sido diezmado por los Vengadores Multiversales con la ayuda del Viejo Fénix y las nietas del Rey Thor, el Capitán Marvel, Nighthawk y Thor de la Tierra-56377 encuentran una versión más pequeña de Mephisto, que es el último miembro del Consejo de Rojos. En ese momento, aparece Mephisto y absorbe su variante mientras aparece en tamaño gigantesco, alegando que el Consejo de los Rojos había cumplido su propósito. Luego cita "Bienvenidos, Vengadores, al final de todo".Cuando Mephisto regresa a la Tierra-616 durante tiempos prehistóricos, Kid Thanos recuperado le informa que Ghost Goblin y Rey Killmonger están muertos, Black Skull fue despojado de su simbionte y Doom Supremo y Dark Phoenix han huido. Mientras se muestra a Kid Thanos con los cadáveres de Ghost Goblin, Hound y Rey Killmonger, así como el cuerpo inconsciente de Red Skull, Kid Thanos afirma que puede obtener nuevos conocimientos de sus compañeros de equipo caídos en su mesa de disección mientras Mephisto afirma que Black Skull aún no está muerto. Cuando Kid Thanos afirma que es una mala idea enfrentarse a los Vengadores solo, Mephisto entra a un portal y cita "Enfrentarme a los Vengadores yo mismo. Je. Es una buena idea". Al llegar a God Quarry, el Consejo Rojo le dice a Mephisto que están descontentos con sus acciones y cómo sus compañeros de equipo cayeron ante los Vengadores Multiversales. Mephisto procede a matar a los miembros restantes del Consejo Rojo y absorberlos en su cuerpo. Después de derrotar al Capitán Marvel, Nighthawk y Thor de Tierra-56377, Ant-Man de Tierra-818 ve un Mephisto de tamaño celestial mientras Mephisto destruye el Omni-Carrier de Carol Corps, lo que hace que Ant-Man de Tierra-818 informe a Avenger Prime de lo sucedido. Los refuerzos vienen en forma de Ka-Zar, un Galactus alternativo de la realidad desde la que Inquisitor de Hierro envió a Ka-Zar, Hombre Gorila, Ursa Major y el Progenitor que fue modificado con tecnología Deathlok.Mientras Mephisto ataca, el Progenitor modificado por Deathlok lucha contra él. Procede a comerse los restos de los miembros caídos del Consejo Rojo antes de reanudar la lucha. Cuando God Quarry comienza a desmoronarse, Mephisto toma una muestra del poder que hay debajo mientras Viejo Fénix y Avenger Prime reconocen las energías como los restos de un antiguo Multiverso del que no se puede escapar, ya que Mephisto planea usar sus poderes para acabar con el Multiverso.Después de ser separado de sus variantes caídas de Mephisto, Mephisto se enfrentó a Doom Supremo, quien afirmó que es demasiado débil para ejercer el poder que acaba de desatar. Mephisto afirma que planeaba utilizar este poder para liberarse de su estilo de vida habitual. Doom Supremo luego se vuelve contra Mephisto atacándolo. Después de que Doom Supremo se convierte en piedra por la muestra de la energía del antiguo Multiverso, Iron Man y Ant-Man de Tierra-818 planean lidiar con Mephisto. Mientras las variantes reconstruidas de Doom el Planeta Viviente y Mjolnir trabajan para tapar la brecha, Mephisto afirma que no pueden contener la entrofia cuando Nighthawk lo golpea y Agamotto le aplica un castigo especial. Una vez que regresa al infierno, Mephisto está molesto con Orb a su lado. Mephisto está molesto porque Orbe menciona que Avenger Prime ya no vigila solo en God Quarry.

## Poderes y habilidades
Mephisto es una entidad demoníaca inmortal extremadamente poderosa que posee poderes mágicos y habilidades obtenidas mediante la manipulación de las fuerzas de la magia. Mephisto es capaz de usar su poder para una variedad de usos, incluida la fuerza sobrehumana, el cambio de forma y tamaño, proyectar ilusiones, manipular memorias, alterar el tiempo, y es altamente resistente a las lesiones.
Se ha demostrado que el personaje está energizado por las fuentes del mal en el reino humano, como los extraterrestres Dire Wraith. Al igual que otros demonios, Mephisto está simbióticamente vinculado, y es considerablemente más poderoso dentro de su propio reino, y el personaje es capaz de transformar la estructura a voluntad. Dentro de él, ha amenazado a una galaxia, y ha estancado a un Galactus nutrido hasta que este último amenazó con consumir su reino. Si se destruye la forma física de Mephisto, el personaje se regenerará y se reformará en su dominio.
Mephisto es conocido por adquirir almas, pero no puede subyugar la voluntad de otro ser sin el permiso de la víctima, que generalmente se hace con algún tipo de pacto.

## Otras versiones

### Guardianes de la Galaxia
En la línea de tiempo del siglo 31 de los Guardianes, él tiene una hija llamada Malevolence.

### Universo X
En la secuela Tierra X, Universo X, Mephisto es la fuerza detrás de Papa Immortus (en secreto Kang) y su exterminio de Reed Richards de la Antorcha Humana para asumir el dominio mutante. Más tarde se reveló que en esa realidad Mephisto no es el diablo, sino el primer mutante formado por el miedo de la humanidad.

### Ultimate Marvel
Mephisto (como Satanás) apareció en Ultimate Comics: Avengers, como el hombre Johnny Blaze vendió su alma para vengar a su amor Roxanne, y castigar a los culpables como un "cazarrecompensas para el infierno".

### Marvel Mangaverse
El demoníaco Mephisto, creó a Galactus en Marvel Mangaverso.

### Marvel Zombies: Halloween
Mephisto aparece en Marvel Zombies: Halloween, salvando a Kitty Pryde y su hijo Peter de unos zombificados Darkhawk, Alex Power, Chica Ardilla, Karolina Dean y Mettle, para reclamar las almas de Kitty y Peter para más adelante.

## Adaptaciones a otros medios

### Televisión
- Mephisto hace un cameo en Spiderman y sus increíbles amigos, episodio, "The Prison Plot". Él aparece como una ilusión causada por Mastermind.
- Mephisto debía aparecer en la segunda temporada propuesta de Silver Surfer, la Serie Animada con la naturaleza demoníaca atenuada y aceptable para los niños.[65] Hace un cameo al final del episodio 21, "Down to Earth, Part 3".[66]
- Mephisto, como el Diablo, aparece en la segunda temporada de Hit-Monkey, con la voz de Keith David.[67]
- Mephisto aparece en series de televisión ambientadas en el Universo cinematográfico de Marvel (UCM), interpretado por Sacha Baron Cohen.[68] Esta versión del personaje debido a la forma de actuar del actor tiene matices más cómicos y teatrales que su contraparte en los cómics.
  - Mephisto aparece en el episodio final de Ironheart (2025), "The Past Is the Past".[68]
  - Mephisto aparecerá en un  especial de televisión sin título.[69]

### Películas
- El actor Peter Fonda interpreta a Mefisto (como Mefistófeles) como uno de los dos villanos principales, junto con su hijo Blackheart en la película de 2007 Ghost Rider. Fonda había expresado su interés en volver a retratar al personaje de nuevo para Ghost Rider: Espíritu de Venganza,[70] sin embargo, se descubrió que Ciarán Hinds iba a interpretar al personaje en su lugar.[71] Mephistopheles aparece, como con Blackheart, en su forma humana a lo largo de la mayor parte de la película, solo mostrando atisbos de un demonio cornudo parecido a una cabra. Esta encarnación del personaje es el Diablo, haciendo un trato con Johnny Blaze para salvar a su padre de cáncer a cambio de su futuro servicio, solo para que el padre de Johnny muera en un accidente el día después de hacer el trato. Algunos años después, Mephistopheles solicita que Johnny actúe como su agente para recuperar el Contrato de San Venganza, un pueblo entero que vendió sus almas a Mefistófeles, pero el contrato es adquirido por Blackheart antes de que el Ghost Rider lo vuelva catatónico, decidiendo Blaze aferrarse a la maldición a pesar de la oferta de ser liberado de su servicio para que Mefistófeles no pueda reclutar a una persona menos escrupulosa.
- Mefisto aparece en Ghost Rider: Espíritu de Venganza, pero se le conoce como el Diablo. Mefisto aparece en la forma de un hombre llamado Roarke (interpretado por Ciaran Hinds) y ha engendrado un hijo con una mujer llamada Nadya (interpretada por Violante Placido) después de salvarle la vida. Roarke tiene planes para que el chico llamado Danny (interpretado por Fergus Riorden) lo convierta en su anfitrión, ya que la concepción de Danny significa que usarlo como anfitrión le daría a Roarke pleno acceso a sus poderes en la Tierra donde normalmente se limita a visitas temporales en cuerpos en descomposición rápida. Al final, Ghost Rider lo envía al infierno después de que Danny usa sus poderes naturales para darle a Blaze un impulso de poder.
- En The Avengers (2012), Mefisto es mencionado en el expediente del Teseracto, cómo un ser que exigía la obtención el cubo.

### Videojuegos
- Mephisto aparece en el videojuego Silver Surfer para NES.
- Mephisto aparece como un personaje secreto en el juego Marvel Super Heroes vs. Street Fighter como un cambio de paleta de Blackheart.
- La voz de Mephisto se escucha en una misión extra en el videojuego Fantastic Four 2005.
- Mephisto aparece como jefe en el juego Marvel: Ultimate Alliance interpretado por Fred Tatasciore.
- Mephisto aparece en el videojuego Ghost Rider interpretado por Kirk Thornton. Él lleva a Ghost Rider al Infierno y lo hace luchar contra las fuerzas demoníacas que planean resucitar a Blackheart.
- Mephisto aparece en el final de Morrigan Aensland en el videojuego Marvel vs. Capcom 3: Fate of Two Worlds.
- Mephisto aparece en el final de Ghost Rider en Ultimate Marvel vs. Capcom 3, donde Dante y Trish lo obligan a deshacer su pacto demoníaco con Johnny Blaze. También aparece en el final de Dante, donde trata de persuadir a Dante para que forme un pacto con él, solo para que el Cazador Diablo le dé la vuelta, forzando a Mephisto a enviarlo después de Blackheart.
- Mephisto aparece como jefe en el juego de Facebook Marvel: Avengers Alliance.
- Mephisto aparece como personaje jugable en el videojuego para móviles Marvel Contest of Champions.[72]